# دب بني أوراسي
الدب البني الأوراسي (الاسم العلمي: Ursus arctos arctos) هو نوع فرعي من نوع الدب البني، وهو يتواجد في شمال أوراسيا، ويسمى بالعديد من الأسماء في كل دول أوراسيا العامية.

## الوصف

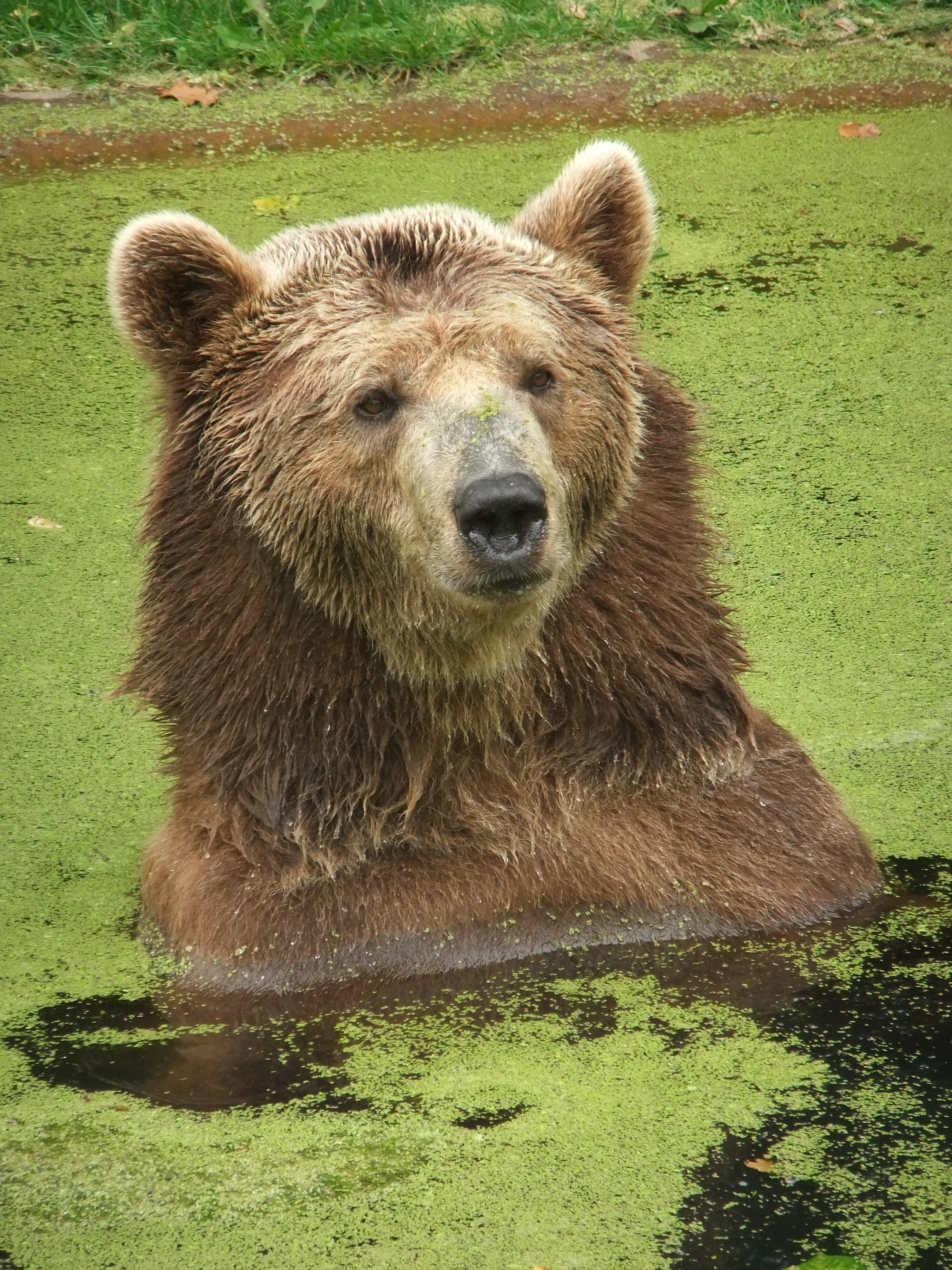
رأس الدب البني الأوراسي

- الدب البني الأوراسي فرائه بني اللون، والذي يتحول أحيانًا من البني المصفر إلى البني الداكن والبني الأحمر في بعض الحالات، كما تم تسجيل حالات من فراء المهق وهو كثيف الشعر لدرجة تصل في النمو إلى 10 سم، شكل الرأس عادة هو دائري إلى الأمام مع آذان صغيرة نسبيًا وله جمجمة كبيرة ومجهزة ب42 سنًا، ولها بنية العظام قوية جدًا بحيث الكفوف الكبيرة مجهزة بمخالب كبيرة والتي يمكن أن تنمو حتى 10 سم في الطول.
- الوزن يختلف باختلاف الموائل والوقت من السنة. والذكر كامل النمو يزن في المتوسط 265-355 كجم والإناث 150-250 كجم وكان أكبر دب بني أوراسي سجل 481 كلغ. وكان طوله ما يقرب من 2,5 متر.

## أصل النوع
- اكتشفت البحوث العلمية حول أصل الدب البني الأوراسي أنه انفصل منذ حوالي 850.000 سنة مضت، فبقيت مجموعة منه في أوروبا الغربية ومجموعة أخرى في روسيا وأوروبا الشرقية وآسيا. ومن خلال البحوث في الحمض النووي وجد العلماء أنه تم تقسيم الأسرة الأوروبية إلى مجموعتين فرعيتين بدورها، واحدة في شبه الجزيرة الأيبيرية والأخرى في منطقة البلقان.
- هناك أربعة مناطق تواجد رئيسية في الدول الإسكندنافية التي منطقتها الأساسية هي السويد. وبعد تحليل الحمض النووي شككوا في أن الدببة الأوراسية تأتي من جبال البرانس في جنوب فرنسا وإسبانيا وجبال سانتندر في إسبانيا. ومن المحتمل أن هذه الدببة لم تحتمل البرودة في العصر الجليدي الأخير في الدول الإسكندنافية، على عكس أسلافها التي يبدو أنها نجت من هذا العصر في المناطق الخالية من الجليد غرب جبال الأورال، وانتشرت بعد ذلك إلى أوروبا الشمالية.